# Cuanzagrönbulbyl
Cuanzagrönbulbyl (Phyllastrephus viridiceps) är en fågelart i familjen bulbyler inom ordningen tättingar.

## Utbredning och systematik
Fågeln förekommer enbart i nordvästra Angola. Den kategoriserades tidigare som underart till vitstrupig grönbulbyl (Phyllastrephus albigularis), men urskiljs sedan 2016 som egen art av Birdlife International och IUCN, sedan 2024 även av IOC.

## Status
Den kategoriseras av IUCN som nära hotad.